# Ostrowice (gmina)
Pour la localité, voir Ostrowice.
Ostrowice est une gmina rurale du powiat de Drawsko, Poméranie occidentale, dans le nord-ouest de la Pologne. Son siège est le village d'Ostrowice, qui se situe environ 17 km au nord-est de Drawsko Pomorskie et 96 km à l'est de la capitale régionale Szczecin.
La gmina couvre une superficie de 150,42 km2 pour une population de 2 531 habitants.

## Géographie
La gmina inclut les villages de Bolegorzyn, Borne, Chlebowo, Cieminko, Dołgie, Donatowo, Drzeńsko, Grabinek, Gronowo, Grzybno, Jelenino, Jutrosin, Kania Górka, Karpno, Kiełpin, Kleszczno, Kołatka, Kolno, Kosobądź, Marysin, Miłobądź, Nowe Worowo, Ostrowice, Płocie, Przystanek, Przytoń, Siecino, Śmidzięcino, Smołdzęcino, Śródlesie, Szczycienko, Szczytniki, Tęczyn, Węglin et Wiercienko.
La gmina borde les gminy de Brzeżno, Czaplinek, Drawsko Pomorskie, Połczyn-Zdrój, Świdwin et Złocieniec.